# 서경덕 (화가)
서경덕(徐敬徳, 1955년 6월 13일~)은 대한민국의 현대 서양화가이다. 서경덕은 1978년 서울대 응용미술과를 졸업하고 화가의 길을 걸었다. 서경덕은 회화의 조형성을 삽화적 개념으로 접근하여 한국 회화에 있어서, 그녀만의 색채와 구성을 기반으로 독특한 삽화적 개념회화의 화풍을 세웠다.

## 유년시절
1955년 서경덕은 경상북도 대구광역시에서 부유한 장손의 가정에서 의사인 아버지 서동익과 어머니 김월년 사이에서 3녀 1남의 장녀로 태어났다. 서경덕은 당시 척박한 시절 경제적으로 부족함 없는 어린시절을 보냈지만 할머니 슬하에 자란연유로, 친모에 대한 그리움과 동생들과 구분되어 자란 외로움을 안고 자랐다. 서경덕은 미술대학에서 그래픽디자인을 전공했지만, 자신의 적성에 맞지않아 홀로 순수회화의 길을 걸었다. 

## 학력
대구 삼덕초등학교, 대구 경북여중·고등학교, 서울대학교 미술대학 응용미술과를 졸업하였다.

## 활동
- 1993.  제1회 개인전 (서울 -백악미술관)
- 1994.  제2회 개인전 (서울 -압구정 현대아트홀)
- 1995.  제3회 개인전 (서울 -인사갤러리)
- 1996.  제4회 개인전 보관됨 2020-10-15 - 웨이백 머신 (서울 - 프레스 센터 갤러리)
- 1997.  제5회 개인전 (서울 - 미즈갤러리 / 부산 - 현대아트홀)
- 1999.  제6회 개인전 (화랑 미술제 초대 - 예술의전당 미술관)
- 2000.  제7회 개인전 (청담 미술제 초대 - 가산화랑)
- 2001.  제8회 개인전 (서울 - 단성갤러리, 대구 - 대백프라자 갤러리)
- 2002.  제9회 개인전 (서울 - 세종호텔 갤러리 초대)
- 2003. 제10회 개인전 (서울 - 갤러리 썬 초대)
- 2005. 제11회 개인전 (프랑스 - La parfum de vie)
- 제12회 개인전 (서울  - 한전 프라자 갤러리)
- 2007. 제13회 개인전 (서울 - 예술의 전당 한가람미술관)
- 2008. KAPM미술제 (예술의 전당 - 한가람미술관)
- 2008. 베이징올림픽아트페스티발 (베이징올림픽경기장)
- 2008. 대구 아트페어 (대구EXCO 컨벤션센타)
- 2008. 제2회 국제아트엑스포 말레이시아(말레이시아 MECC 센타)
- 2010. 제14회 개인전 (서울 윤당갤러리 초대전)
- 2011. 제15회 개인전 (중국 북경 789)
- 2012. 제16회 개인전 (서울 We 갤러리 초대전)
- 2015. 제17회 개인전 (서울 Blue line 갤러리 초대전)
- 2017. 제18회 개인전 (홍콩 Art fair 콘래드 호텔)
- 2018. 제19회 개인전 (서울 예술통신 갤러리 초대전)
- 2019. 제20회 개인전 (이천 롯데 아울렛 벨라뮈제 초대전)
- 그룹전 : 1993~2015 (국내전, 국제전 참여 90여회)
- 대한민국 미술대전 입선(국립현대미술관)
- 창작미협 공모전 특선 미술회관
- 현대미술대상전 특선 디자인포장센터
- MBC 미술대전 입선 예술의 전당

## 갤러리

2011 53X45(10F)
2010 20호 삶의향기 (73X61cm) acrylic on canvas
2011 20호 삶의향기 (73X61cm) acrylic on canvas
2010 30호 삶의향기 (91X73cm) acrylic on canvas
2008 8호 삶의향기 (45.5X38cm) acrylic on canvas
2008 20호1 삶의향기 (73X61cm) acrylic on canvas

2008 10호 삶의향기 (53X45.5cm) acrylic on canva
2010 50호1 삶의향기 (117.5X91cm) acrylic on canvas
2010 30호1 삶의향기 (91X73cm) acrylic on canvas
2011 15호1 삶의향기 (65X53cm) acrylic on canvas
삶의향기 (45.5X33cm) acrylic on canvas
2011 20호 삶의향기 (73X61cm) acrylic on canvas